# Dirphia pallida
Dirphia pallida är en fjärilsart som beskrevs av Walker 1865. Dirphia pallida ingår i släktet Dirphia och familjen påfågelsspinnare. Inga underarter finns listade i Catalogue of Life.